# Actinocephalus bongardii
Actinocephalus bongardii là một loài thực vật có hoa trong họ Cỏ dùi trống. Loài này được (A.St.-Hil.) Sano mô tả khoa học đầu tiên năm 2004.